# Autoridad del Transporte Metropolitano del Área de Barcelona
La Autoridad del Transporte Metropolitano del Área de Barcelona (ATM; oficialmente y en catalán: Autoritat del Transport Metropolità de l'Àrea de Barcelona) es un consorcio encargado de coordinar y planificar el transporte público de la región metropolitana de Barcelona.
En Cataluña hay un ATM o autoridad territorial de movilidad por cada provincia; ATM de Gerona, ATM del Campo de Tarragona, ATM de Lérida. Hay un ATM más para las comarcas centrales:  ATM Comarcas Centrales.
La ATM regula las tarifas y zonas tarifarias de los distintos transportes públicos existentes en la región (Autobuses urbanos e interurbanos, Rodalies de Catalunya, TMB, TRAM y FGC) unificándolas en un solo billete, conformando un sistema tarifario integrado. Actualmente la ATM se encuentra en proceso de implantación en toda Cataluña del sistema integrado T-Mobilitat.

## Coronas según la ATM
|            | Población | Extensión | Densidad |
| Barcelona  | 1.595.110 | 101       | 15.793   |
| 1.ª corona | 1.555.270 | 532       | 2.923    |
| 2.ª corona | 1.456.937 | 1.362     | 1.070    |
| 3.ª corona | 747.810   | 2.273     | 329      |
|            | 5.355.127 | 4.268     | 1.255    |

- Primera corona: es el Área metropolitana de Barcelona oficial. En ella, la mayoría de las ciudades forman un continuo urbano con la capital. Incluye ciudades como: Hospitalet de Llobregat, Badalona, San Adrián de Besós, Santa Coloma de Gramanet, Cornellá de Llobregat.[cita requerida]
- Segunda corona: considerada como área metropolitana adyacente. La forman un cinturón de ciudades: Villanueva y Geltrú, Villafranca del Panadés, Martorell, Tarrasa, Sabadell, Granollers, Mataró y sus respectivas áreas de influencia. La Generalidad de Cataluña proyecta su interconexión mediante la línea orbital ferroviaria.[cita requerida]
- Tercera corona: considerada territorio de expansión consolidado. En esta la expansión pasa a ser de tipo radial, extendiéndose a través de corredores fluviales o depresiones, como en el caso de Manresa, Igualada y Vich, o bien siguiendo la costa, como en el caso de Blanes y Vendrell.[cita requerida]

### Ciudades importantes
| Ciudad                    | Comarca                                         | Habitantes | hab/km² | Distancia a Barcelona** |
| ------------------------- | ----------------------------------------------- | ---------- | ------- | ----------------------- |
| Barcelona                 | Barcelonés (capital)                            | 1.595.110  | 15.792  | -----                   |
| Hospitalet de Llobregat   | Barcelonés                                      | 251.848    | 20.987  | 7* km                   |
| Badalona                  | Barcelonés                                      | 216.201    | 10.295  | 10* km                  |
| Tarrasa                   | Vallés Occidental (capital, junto con Sabadell) | 202.136    | 2.888   | 27 km                   |
| Sabadell                  | Vallés Occidental (capital, junto con Tarrasa)  | 201.712    | 5.308   | 22 km                   |
| Mataró                    | Maresme (capital)                               | 119.035    | 5.411   | 30 km                   |
| Santa Coloma de Gramanet  | Barcelonés                                      | 116.765    | 16.681  | 10* km                  |
| San Felíu de Llobregat    | Bajo Llobregat (capital)                        | 43.724     | 3.785   | 11 km                   |
| Cornellá de Llobregat     | Bajo Llobregat                                  | 84.477     | 12.068  | 10 km                   |
| San Baudilio de Llobregat | Bajo Llobregat                                  | 80.727     | 3.669   | 11 km                   |
| San Cugat del Vallés      | Vallés Occidental                               | 74.345     | 1.517   | 16 km                   |
| Manresa                   | Bages (capital)                                 | 73.140     | 1.741   | 56 km                   |
| Rubí                      | Vallés Occidental                               | 70.494     | 2.203   | 18 km                   |
| El Prat de Llobregat      | Bajo Llobregat                                  | 62.663     | 2.021   | 10 km                   |
| Villanueva y Geltrú       | Garraf (capital)                                | 63.196     | 1.859   | 46 km                   |
| Viladecans                | Bajo Llobregat                                  | 61.718     | 3.086   | 16 km                   |
| Granollers                | Vallés Oriental (capital)                       | 58.854     | 3.924   | 30 km                   |
| Castelldefels             | Bajo Llobregat                                  | 58.955     | 4.535   | 22 km                   |
| Sardañola del Vallés      | Vallés Occidental                               | 57.758     | 1.925   | 16 km                   |
| Mollet del Vallés         | Vallés Oriental                                 | 51.365     | 4.670   | 27 km                   |
| Vich                      | Osona (capital)                                 | 38.321     | 1.236   | 70 km                   |
| Blanes                    | Selva                                           | 38.368     | 2.132   | 69 km                   |
| Igualada                  | Noya (capital)                                  | 36.923     | 4.615   | 64 km                   |
| Villafranca del Panadés   | Alto Panadés (capital)                          | 36.656     | 1.833   | 49 km                   |
| Vendrell                  | Bajo Panadés                                    | 33.340     | 901     | 69 km                   |

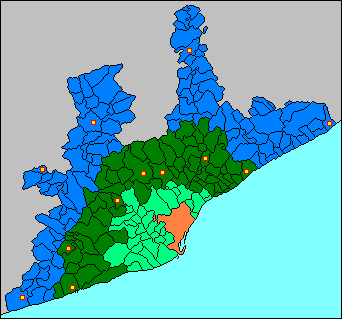
Mapa de la región urbana de Barcelona según el criterio de la Autoridad del Transporte Metropolitano.

El núcleo urbano de las ciudades marcadas es contiguo al de Barcelona*
El dato expresa la distancia de los Ayuntamientos de las dos ciudades**

### Municipios

Ámbito de la integración hasta 2009.

Zona integrada en la ampliación de 2009.

| Primera corona            |                |         |
| Barcelona                 | 1.595.110 hab. | 100 km² |
| Hospitalet de Llobregat   | 251.848 hab.   | 16 km²  |
| Badalona                  | 216.201 hab.   | 22 km²  |
| Santa Coloma de Gramanet  | 116.765 hab.   | 7 km²   |
| Cornellá de Llobregat     | 84.477 hab.    | 7 km²   |
| San Baudilio de Llobregat | 80.727 hab.    | 22 km²  |
| San Cugat del Vallés      | 74.345 hab.    | 48 km²  |
| El Prat de Llobregat      | 62.663 hab.    | 31 km²  |
| Viladecans                | 61.718 hab.    | 20 km²  |
| Castelldefels             | 58.955 hab.    | 13 km²  |
| Sardañola del Vallés      | 57.758 hab.    | 32 km²  |
| Esplugas de Llobregat     | 46.286 hab.    | 5 km²   |
| Gavá                      | 44.678 hab.    | 31 km²  |
| San Felíu de Llobregat    | 42.273 hab.    | 12 km²  |
| Ripollet                  | 35.661 hab.    | 4 km²   |
| San Adrián de Besós       | 32.734 hab.    | 4 km²   |
| Moncada y Reixach         | 32.111 hab.    | 23 km²  |
| San Juan Despí            | 31.671 hab.    | 6 km²   |
| Barberá del Vallés        | 29.208 hab.    | 6 km²   |
| San Vicente dels Horts    | 27.106 hab.    | 9 km²   |
| San Andrés de la Barca    | 25.743 hab.    | 6 km²   |
| Molins de Rey             | 23.544 hab.    | 16 km²  |
| San Justo Desvern         | 15.391 hab.    | 8 km²   |
| Badia del Vallés          | 13.975 hab.    | 1 km²   |
| Corbera de Llobregat      | 13.133 hab.    | 18 km²  |
| Castellbisbal             | 11.540 hab.    | 31 km²  |
| Pallejá                   | 10.819 hab.    | 8 km²   |
| Montgat                   | 9.778 hab.     | 3 km²   |
| Cervelló                  | 7.944 hab.     | 22 km²  |
| Santa Coloma de Cervelló  | 7.508 hab.     | 7 km²   |
| Tiana                     | 7.417 hab.     | 8 km²   |
| Begas                     | 5.898 hab.     | 50 km²  |
| Torrellas de Llobregat    | 4.974 hab.     | 14 km²  |
| El Papiol                 | 3.781 hab.     | 9 km²   |
| San Clemente de Llobregat | 3.631 hab.     | 11 km²  |
| La Palma de Cervelló      | 3.009 hab.     | 5 km²   |

| Segunda corona                       |              |        |
| Abrera                               | 10.840 hab.  | 20 km² |
| Alella                               | 8.998 hab.   | 10 km² |
| La Ametlla                           | 7.632 hab.   | 14 km² |
| Argentona                            | 11.402 hab.  | 25 km² |
| Avinyonet del Penedés                | 1.588 hab.   | 29 km² |
| Cabrera de Mar                       | 4.269 hab.   | 9 km²  |
| Cabrils                              | 6.698 hab.   | 7 km²  |
| Caldas de Montbui                    | 16.159 hab.  | 38 km² |
| Canovellas                           | 15.704 hab.  | 7 km²  |
| Canyellas                            | 3.783 hab.   | 14 km² |
| Cardedeu                             | 15.775 hab.  | 12 km² |
| Castellar del Vallés                 | 22.007 hab.  | 45 km² |
| Castellví de Rosanes                 | 1.576 hab.   | 16 km² |
| Cubellas                             | 12.773 hab.  | 14 km² |
| Esparraguera                         | 21.260 hab.  | 27 km² |
| Las Franquesas del Vallés            | 15.775 hab.  | 30 km² |
| La Garriga                           | 14.183 hab.  | 19 km² |
| Gélida                               | 6.151 hab.   | 27 km² |
| La Granada                           | 1.866 hab.   | 6 km²  |
| Granollers                           | 58.854 hab.  | 15 km² |
| La Llagosta                          | 13.517 hab.  | 3 km²  |
| Llissá de Munt                       | 13.491 hab.  | 22 km² |
| Llissá de Vall                       | 6.088 hab.   | 11 km² |
| Martorell                            | 25.844 hab.  | 13 km² |
| Martorellas                          | 4.893 hab.   | 4 km²  |
| El Masnou                            | 21.935 hab.  | 3 km²  |
| Masquefa                             | 7.747 hab.   | 17 km² |
| Matadepera                           | 8.266 hab.   | 25 km² |
| Mataró                               | 119.035 hab. | 22 km² |
| Mollet del Vallés                    | 51.365 hab.  | 11 km² |
| Montmeló                             | 8.873 hab.   | 4 km²  |
| Montornés del Vallés                 | 14.723 hab.  | 10 km² |
| Olèrdola                             | 3.280 hab.   | 30 km² |
| Olesa de Montserrat                  | 22.257 hab.  | 17 km² |
| Olivella                             | 2.842 hab.   | 39 km² |
| Orrius                               | 487 hab.     | 6 km²  |
| Palau-solità i Plegamans             | 13.594 hab.  | 15 km² |
| Parets                               | 16.720 hab.  | 9 km²  |
| Polinyá                              | 7.105 hab.   | 9 km²  |
| Premiá de Dalt                       | 9.788 hab.   | 7 km²  |
| Premiá de Mar                        | 27.590 hab.  | 2 km²  |
| Rellinars                            | 658 hab.     | 18 km² |
| Rubí                                 | 70.494 hab.  | 33 km² |
| La Roca del Vallés                   | 9.656 hab.   | 37 km² |
| Sabadell                             | 201.712 hab. | 38 km² |
| San Cugat Sasgarrigas                | 927 hab.     | 6 km²  |
| San Esteban de Sasroviras            | 6.704 hab.   | 19 km² |
| San Felíu de Codinas                 | 5.495 hab.   | 15 km² |
| San Fausto de Campcentellas          | 7.656 hab.   | 13 km² |
| San Lorenzo de Hortóns               | 2.219 hab.   | 20 km² |
| San Pedro de Ribas                   | 27.509 hab.  | 41 km² |
| San Quirico de Tarrasa               | 17.819 hab.  | 14 km² |
| San Sadurní de Noya                  | 11.790 hab.  | 19 km² |
| Santa Eulalia de Ronsana             | 6.458 hab.   | 14 km² |
| Santa Fe del Panadés                 | 366 hab.     | 3 km²  |
| Santa María de Martorellas de Arriba | 806 hab.     | 4 km²  |
| Santa Perpetua de Moguda             | 23.443 hab.  | 16 km² |
| Senmanat                             | 7.376 hab.   | 28 km² |
| Sitges                               | 26.225 hab.  | 44 km² |
| Subirats                             | 3.008 hab.   | 56 km² |
| Teyá                                 | 5.969 hab.   | 7 km²  |
| Tarrasa                              | 202.136 hab. | 70 km² |
| Ullastrell                           | 1.687 hab.   | 7 km²  |
| Vacarisas                            | 5.431 hab.   | 41 km² |
| Vallirana                            | 13.326 hab.  | 24 km² |
| Vallromanes                          | 2.204 hab.   | 11 km² |
| Viladecavalls                        | 7.079 hab.   | 20 km² |
| Villafranca del Penedés              | 36.656 hab.  | 20 km² |
| Vilanova del Vallés                  | 4.121 hab.   | 15 km² |
| Villanueva y Geltrú                  | 63.196 hab.  | 34 km² |
| Vilasar de Dalt                      | 8.476 hab.   | 9 km²  |
| Vilasar de Mar                       | 19.052 hab.  | 4 km²  |

| Tercera corona              |             |         |
| Aiguafreda                  | 2.375 hab.  | 8 km²   |
| Arbós                       | 5.063 hab.  | 14 km²  |
| Arenys de Mar               | 14.164 hab. | 6 km²   |
| Arenys de Munt              | 7.807 hab.  | 21 km²  |
| Artés                       | 5.179 hab.  | 18 km²  |
| Balenyá                     | 3.581 hab.  | 17 km²  |
| Balsareny                   | 3.410 hab.  | 37 km²  |
| Bañeras                     | 2.696 hab.  | 12 km²  |
| Bellvey                     | 1.840 hab.  | 8 km²   |
| Bigas                       | 7.807 hab.  | 28 km²  |
| Blanes                      | 38.368 hab. | 18 km²  |
| Breda                       | 3.707 hab.  | 5 km²   |
| Bruch                       | 1.743 hab.  | 47 km²  |
| Brull                       | 227 hab.    | 41 km²  |
| Las Cabanyas                | 842 hab.    | 1 km²   |
| Cabrera de Igualada         | 1.192 hab.  | 17 km²  |
| Calafell                    | 21.871 hab. | 20 km²  |
| Calders                     | 868 hab.    | 33 km²  |
| Caldetas                    | 2.672 hab.  | 1 km²   |
| Calella                     | 18.034 hab. | 8 km²   |
| Calldetenes                 | 2.252 hab.  | 6 km²   |
| Callús                      | 1.610 hab.  | 29 km²  |
| Canet de Mar                | 13.181 hab. | 4,5 km² |
| Capellades                  | 5.386 hab.  | 3 km²   |
| Carme                       | 811 hab.    | 11 km²  |
| Castellet y Gornal          | 2.044 hab.  | 47 km²  |
| Castellgalí                 | 1.611 hab.  | 17 km²  |
| Castellnou de Bages         | 907 hab.    | 29 km²  |
| Castellbell y Vilar         | 3.479 hab.  | 45 km²  |
| Castellví de la Marca       | 1.603 hab.  | 29 km²  |
| Centellas                   | 6.909 hab.  | 15 km²  |
| Collbató                    | 3.780 hab.  | 18 km²  |
| Cunit                       | 11.102 hab. | 10 km²  |
| Dosrius                     | 4.658 hab.  | 41 km²  |
| Figaró-Montmany             | 1.009 hab.  | 15 km²  |
| Fogás de Tordera            | 1.437 hab.  | 32 km²  |
| Folgarolas                  | 2.058 hab.  | 10 km²  |
| Fontrubí                    | 1.430 hab.  | 37 km²  |
| Gualba                      | 1.065 hab.  | 23 km²  |
| Gurb                        | 2.344 hab.  | 52 km²  |
| Els Hostalets de Pierola    | 2.219 hab.  | 34 km²  |
| Hostalrich                  | 3.773 hab.  | 3 km²   |
| Igualada                    | 36.923 hab. | 8 km²   |
| Llinars del Vallés          | 8.581 hab.  | 28 km²  |
| Malgrat de Mar              | 17.822 hab. | 9 km²   |
| Malla                       | 267 hab.    | 11 km²  |
| Manlleu                     | 20.091 hab. | 17 km²  |
| Manresa                     | 73.140 hab. | 42 km²  |
| Marganell                   | 292 hab.    | 13 km²  |
| Las Masías de Voltregá      | 3.152 hab.  | 22 km²  |
| Monistrol de Montserrat     | 2.903 hab.  | 12 km²  |
| Navarclés                   | 5.732 hab.  | 6 km²   |
| Olesa de Bonesvalls         | 1.556 hab.  | 31 km²  |
| Pachs del Penedés           | 831 hab.    | 6 km²   |
| Palafolls                   | 8.061 hab.  | 16 km²  |
| Piera                       | 13.652 hab. | 57 km²  |
| Pineda de Mar               | 25.568 hab. | 10 km²  |
| Pla del Panadés             | 891 hab.    | 9 km²   |
| La Pobla de Claramunt       | 2.192 hab.  | 19 km²  |
| Rocafort y Vilumara         | 3.521 hab.  | 28 km²  |
| Puigdalba                   | 449 hab.    | 1 km²   |
| Riells                      | 3.465 hab.  | 26 km²  |
| Roda de Ter                 | 5.671 hab.  | 2 km²   |
| Sallent                     | 7.146 hab.  | 66 km²  |
| San Andrés de Llavaneras    | 9.745 hab.  | 12 km²  |
| San Antonio Vilamajor       | 5.091 hab.  | 14 km²  |
| San Cipriano de Vallalta    | 3.075 hab.  | 16 km²  |
| San Celoni                  | 15.992 hab. | 65 km²  |
| San Esteban de Palautordera | 2.245 hab.  | 11 km²  |
| San Fructuoso de Bages      | 7.448 hab.  | 22 km²  |
| San Hipólito de Voltregá    | 3.379 hab.  | 1 km²   |
| San Acisclo de Vallalta     | 1.193 hab.  | 18 km²  |
| San Juan de Torruella       | 10.474 hab. | 16 km²  |
| San Martín de Centellas     | 941 hab.    | 25 km²  |
| San Martín Sarroca          | 2.997 hab.  | 35 km²  |
| San Pedro de Riudevitlles   | 2.319 hab.  | 5 km²   |
| San Pedro de Vilamajor      | 3.728 hab.  | 35 km²  |
| San Pol de Mar              | 4.904 hab.  | 8 km²   |
| San Quintín de Mediona      | 2.131 hab.  | 14 km²  |
| San Quirico Safaja          | 629 hab.    | 26 km²  |
| Guardiola                   | 2.970 hab.  | 37 km²  |
| San Vicente de Castellet    | 8.096 hab.  | 17 km²  |
| San Vicente de Montalt      | 5.267 hab.  | 8 km²   |
| San Vicente de Torelló      | 1.958 hab.  | 7 km²   |
| Santa Cecilia de Voltregá   | 189 hab.    | 9 km²   |
| Santa Eugenia de Berga      | 2.194 hab.  | 7 km²   |
| Santa Margarita de Montbuy  | 9.825 hab.  | 28 km²  |
| Santa Margarita y Monjós    | 6.459 hab.  | 17 km²  |
| Santa María de Palautordera | 8.235 hab.  | 17 km²  |
| Santa Oliva                 | 2.988 hab.  | 9 km²   |
| Santa Susana                | 3.019 hab.  | 13 km²  |
| Sampedor                    | 6.557 hab.  | 17 km²  |
| Seva                        | 3.191 hab.  | 31 km²  |
| Suria                       | 6.369 hab.  | 24 km²  |
| Tagamanent                  | 301 hab.    | 43 km²  |
| Talamanca                   | 140 hab.    | 29 km²  |
| Taradell                    | 5.864 hab.  | 26 km²  |
| Tona                        | 7.578 hab.  | 16 km²  |
| Tordera                     | 14.017 hab. | 84 km²  |
| Torelló                     | 13.449 hab. | 14 km²  |
| Torre de Claramunt          | 3.466 hab.  | 15 km²  |
| Torrelavit                  | 1.275 hab.  | 24 km²  |
| Vallbona                    | 1.337 hab.  | 6 km²   |
| Vallgorguina                | 2.193 hab.  | 22 km²  |
| Vendrell                    | 33.340 hab. | 37 km²  |
| Vich                        | 38.321 hab. | 31 km²  |
| Villalba Saserra            | 588 hab.    | 6 km²   |
| Vilanova del Camí           | 12.208 hab. | 10 km²  |
| Viloví                      | 1.071 hab.  | 9 km²   |

## Tarifa plana
Desplazamientos por los 36 municipios a precio de una zona. Desde el año 2019 en todas las relaciones entre los 36 municipios metropolitanos (18 de la primera corona y 18 en la segunda corona) se les aplica la tarifa equivalente a una zona tarifaria. Para el resto de desplazamientos entre cualquier municipio de la AMB y un municipio del sistema tarifario externo al ámbito metropolitano se mantiene la zonificación anterior del sistema. Por lo tanto, ningún viaje dentro del ámbito de la ATM se ve perjudicado por la medida.
La tarifa plana se aplica a todos los títulos integrados ATM del momento (excepto en la tarjeta T-16). Entró en vigor para los siguientes títulos: T-10, T-10 para trabajadores en el aeropuerto, T-50/30, T-70/30, T-mes, T-mes para personas en paro, T-trimestre, T-jove, títulos integrados bonificados para familias monoparentales y numerosas, T -día, T-aire y T-esdeveniment. Los billetes sencillos, no integrados de los operadores de transporte, (FGC, Rodalies de Catalunya y autobuses metropolitanos e interurbanos) también se rigen por esta tarifa plana cuando cubran el trayecto entre dos municipios del AMB.

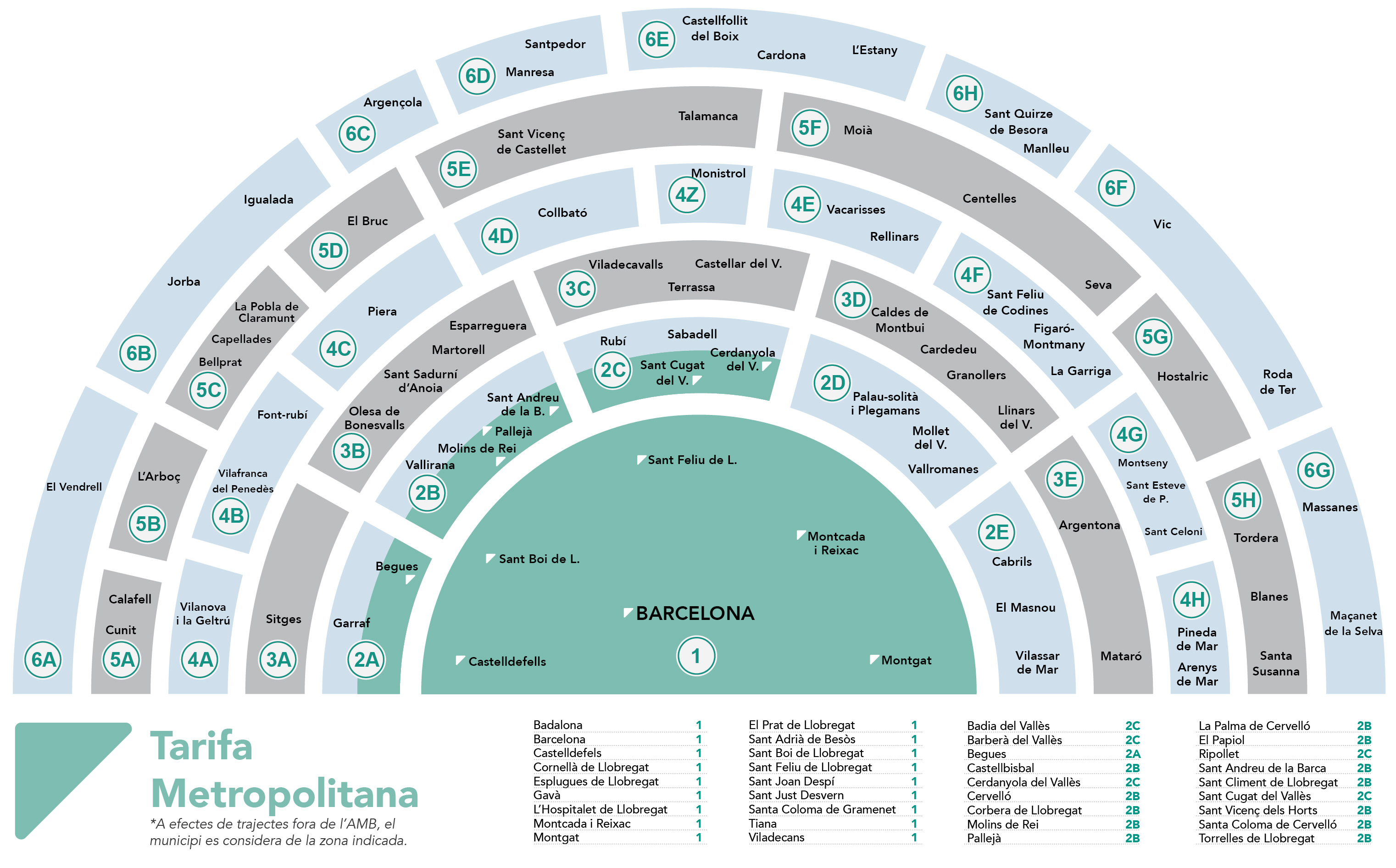
Zonificació ATM àrea de Barcelona

## Títulos integrados y precios

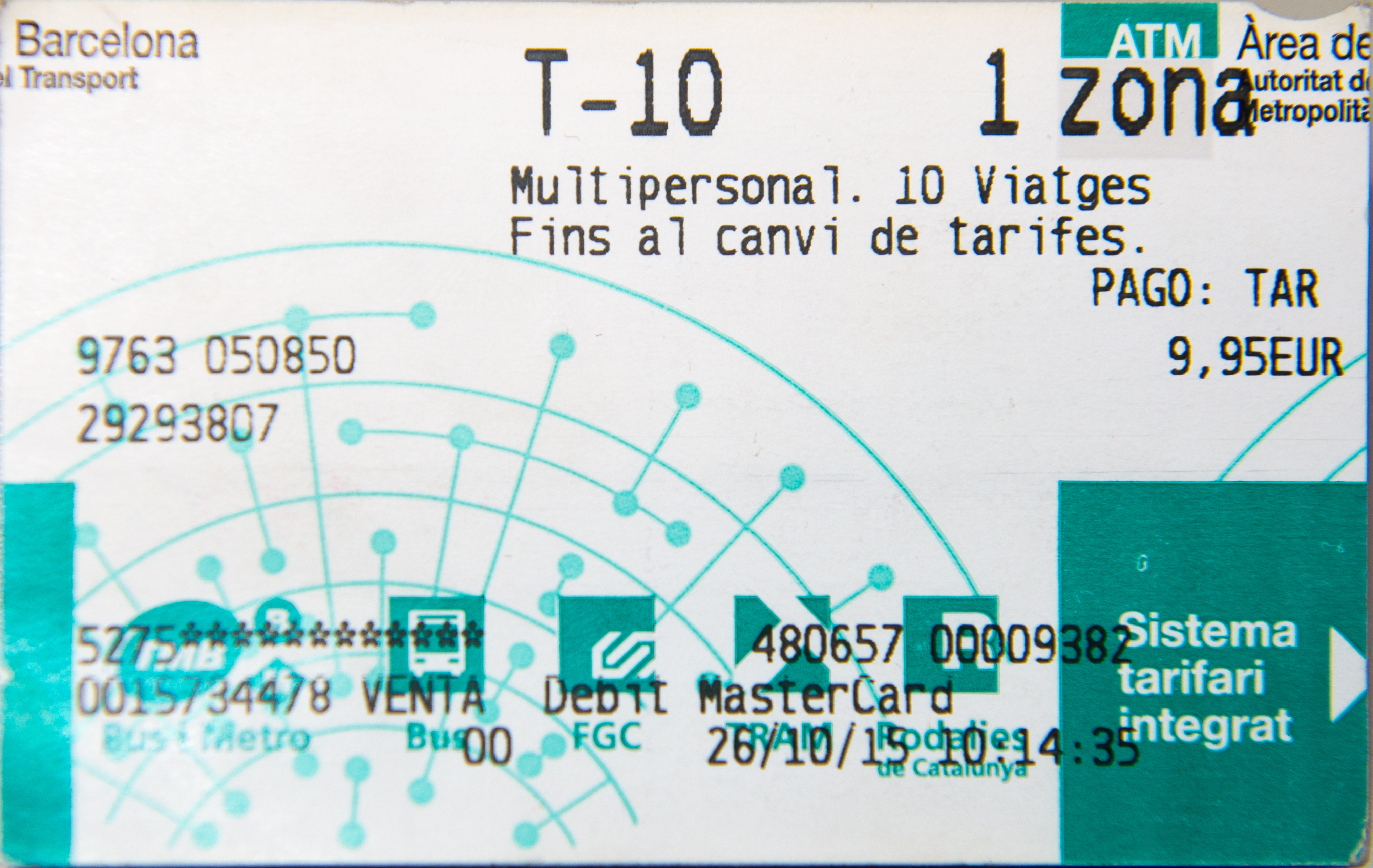

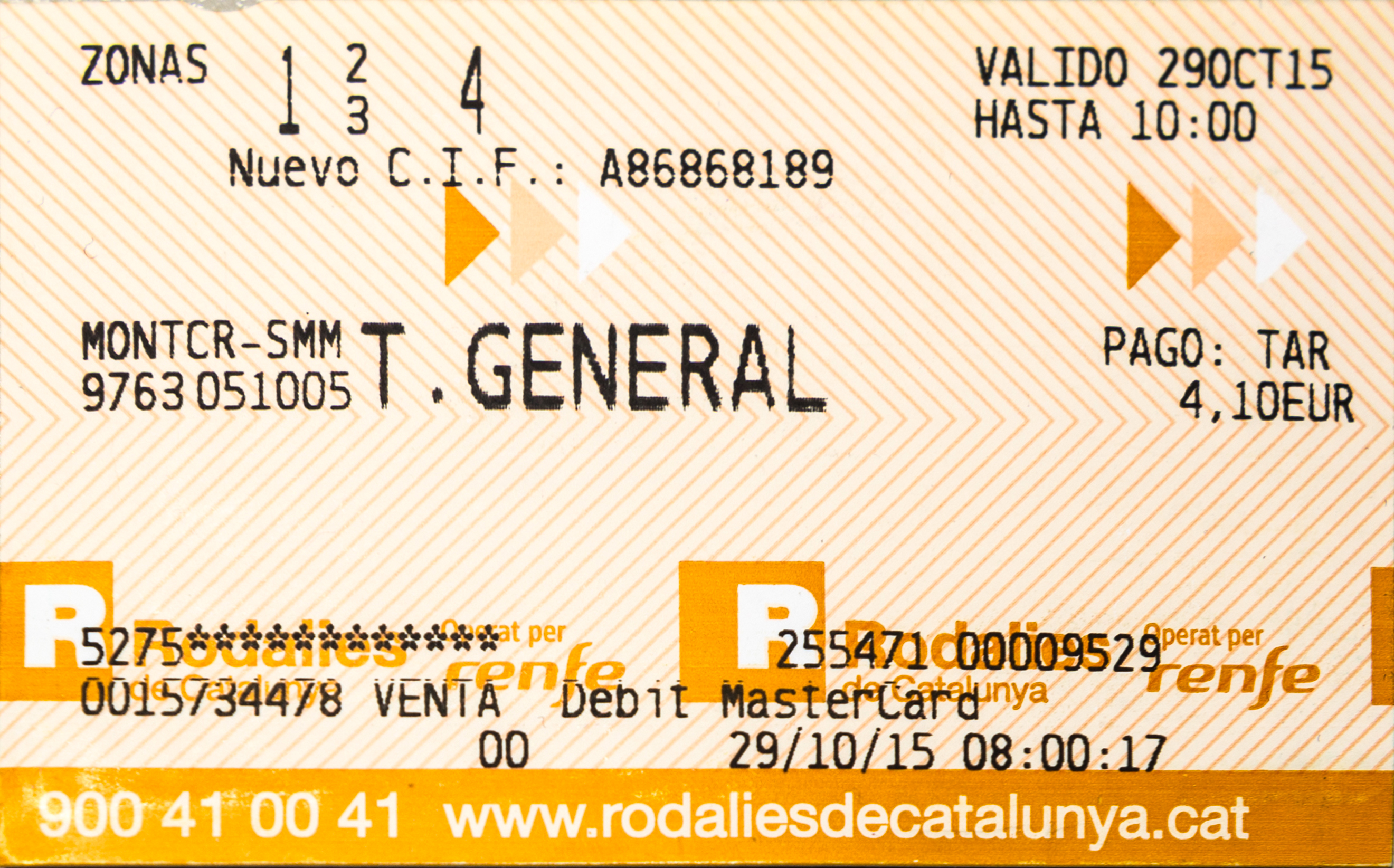

Todos los títulos del ATM pueden ser usados en cualquier transporte. La cantidad de personas que pueden usar un mismo título dependerá de si este es multipersonal, unipersonal o personal. Si es multipersonal permite múltiples validaciones en la estación de inicio del viaje, descontándose un viaje por cada persona que haga una validación. Los unipersonales solo pueden ser usados por una persona anónimamente. Los personales y los de familias monoparentales y numerosas requieren de identificación y acreditación que corrobore que se es beneficiario de la bonificación del título.
Cada título se puede adquirir para viajes que recorran entre inicio y final, incluyendo transbordos, entre una y seis zonas distintas con repetición, es decir, el mismo viaje puede mantenerse en la misma zona o pasar de una zona a otra y volver a pasar sobre las mismas zonas, sin necesidad de emplear otro viaje siempre que se tome un transporte distinto (transbordo) o no se pase el billete por las máquinas de cancelación, por ejemplo al cambiar de sentido en una estación de tren o metro. Salir y volver a coger el mismo transporte, pero con distinta línea se considera transbordo. Por tanto, se podría realizar un recorrido circular sin necesidad de gastar viajes adicionales siempre que entre dentro del tiempo permitido para transbordos.
El Bergadá, Osona y El Ripollés tienen un pack con tarjeta recargable para viajar hasta la zona destino donde usar un título integrado T-casual de una zona. Otras zonas pueden adquirir títulos de dos o más zonas para llegar hasta su zona destino donde usar el título que más le convenga: el que ya tienen con el que poder continuar haciendo transbordos u otro distinto para el número necesario de viajes y zonas. Los títulos válidos para más zonas disponen de más tiempo para realizar transbordos. 15 minutos adicionales por zona adicional.
|                                                 | 1 zona | 2 zonas | 3 zonas | 4 zonas | 5 zonas | 6 zonas |
| ----------------------------------------------- | ------ | ------- | ------- | ------- | ------- | ------- |
| Tiempo para hacer transbordos en un mismo viaje | 1h 15m | 1h 30m  | 1h 45m  | 2h      | 2h 15m  | 2h 30m  |

Los títulos disponibles son los siguientes:
- T-casual. Unipersonal de 10 viajes.
- T-usual. Personal de 30 días con viajes ilimitados.
- T-grup. Multipersonal de 70 viajes en 30 días consecutivos.
- T-familiar. Multipersonal de 8 viajes en 30 días.
- T-dia. Unipersonal con viajes ilimitados durante 24 horas.
- T-16. De transporte gratuito para niños y niñas de 4 a 16 años con número de viajes ilimitado dentro de la corona de residencia del niño o la niña.
- T-jove. Personal para menores de 30 años de 90 días con viajes ilimitados.
- T-usual FM/FN. T-usual para miembros de familias monoparentales y numerosas de categoría general o especial.
- T-jove FM/FN. T-jove para miembros de familias monoparentales y numerosas de categoría general o especial.
- T-70/90. T-70/90 para miembros de familias monoparentales y numerosas de categoría general o especial.
- T-usual bonificada. T-usual bonificada para personas en situación de desempleo.
- T-verda. De transporte gratuito durante un período de 3 años para personas empadronadas en el ámbito de la ATM que acrediten el desguace reciente de un vehículo contaminante y que se comprometan a no adquirir ningún otro durante la vigencia del título.
- T-aire. Multipersonal de 2 viajes, disponible en los días de alta contaminación. Precio de dos viajes de T-casual - 10%.
- T-casual Trabajador Aeropuerto. T-casual para personas trabajadoras del Aeropuerto de Barcelona - El Prat Josep Tarradellas.
- Packs El Bergadá y El Ripollés. Multipersonales. Consisten en paquetes de una tarjeta recargable y una T-casual de una zona a utilizar en el destino. La tecnología de banda magnética impide integrar totalmente la séptima corona formada por estas comarcas.
- T-esdeveniment. Personal, para congresos. De tantas zonas y días como el evento requiera. Viajes ilimitados.

Las tarifas (desde el 15 de enero de 2025) son las siguientes:
| | T-usual | T-casual | T-jove | T-familiar | T-dia | T-grup | T-16     | T-aire | T-usual bonificada |
| --- | ------- | -------- | ------ | ---------- | ----- | ------ | -------- | ------ | ------------------ |
| 1 zona | 22,00   | 12,55    | 44,00  | 11,05      | 11,55 | 87,35  | 4,50 (1) | 2,30   | 5,50               |
| 2 zonas | 29,65   | 24,65    | 44,00  | 20,95      | 17,65 | 172,45 | -        | 4,45   | 5,50               |
| 3 zonas | 41,60   | 33,55    | 44,00  | 29,70      | 22,15 | 234,75 | -        | 6,05   | 5,50               |
| 4 zonas | 50,90   | 43,15    | 44,00  | 38,50      | 24,75 | 301,70 | -        | 7,80   | 5,50               |
| 5 zonas | 58,35   | 49,55    | 44,00  | 44,00      | 27,70 | 346,75 | -        | 8,95   | 5,50               |
| 6 zonas | 62,55   | 52,70    | 44,00  | 46,20      | 31,00 | 368,70 | -        | 9,50   | 5,50               |
| (1) Coste de emisión. Se renueva gratuitamente hasta el 31 de diciembre del año en el que se cumplen 16 años. |         |          |        |            |       |        |          |        |                    |

|         | T-usual FM/FN general | T-usual FM/FN especial | T-jove FM/FN general | T-jove FM/FN especial | T-70/90 FM/FN general | T-70/90 FM/FN especial |
| ------- | --------------------- | ---------------------- | -------------------- | --------------------- | --------------------- | ---------------------- |
| 1 zona  | 17,60                 | 11,00                  | 35,20                | 22,00                 | 34,95                 | 21,85                  |
| 2 zonas | 23,70                 | 14,80                  | 35,20                | 22,00                 | 69,00                 | 43,15                  |
| 3 zonas | 33,25                 | 20,80                  | 35,20                | 22,00                 | 93,90                 | 58,70                  |
| 4 zonas | 40,70                 | 25,45                  | 35,20                | 22,00                 | 120,70                | 75,40                  |
| 5 zonas | 46,75                 | 29,25                  | 35,20                | 22,00                 | 138,70                | 86,70                  |
| 6 zonas | 50,05                 | 31,30                  | 35,20                | 22,00                 | 147,45                | 92,15                  |

| Pack El Bergadá - Barcelona (7 zonas) | Pack El Bergadá - El Bages (4 zonas) | Pack El Ripollés - Barcelona (7 zonas) |
| ------------------------------------- | ------------------------------------ | -------------------------------------- |
| 32,60                                 | 21,55                                | 32,60                                  |

### Billete sencillo
La ATM fija los precios del billete sencillo de los siguientes operadores: TMB (metro y bus), FGC Tram, y Rodalies de Catalunya, autobuses urbanos e interurbanos. A diferencia de los títulos integrados, el billete sencillo no permite el transbordo entre distintos tipos de transporte.
FGC dispone adicionalmente de títulos propios como el T-Regional, el funicular a Gélida, para usar sólo en determinadas líneas y paradas de tren o el T-Pensionista que tiene integración con TMB y autobuses de la EMT (Entidad Metropolitana del Transporte, perteneciente a la AMB).
Rodalies Renfe dispone de sus propias tarifas.
Estos son los precios vigentes desde el 15 de enero de 2025:
|         | TMB  | Tram | FGC  | Rodalies Renfe |
| ------- | ---- | ---- | ---- | -------------- |
| 1 zona  | 2,65 | 2,65 | 2,65 | 2,65           |
| 2 zonas | -    | -    | 3,80 | 3,10           |
| 3 zonas | -    | -    | 4,95 | 4,20           |
| 4 zonas | -    | -    | 6,35 | 5,05           |
| 5 zonas | -    | -    | 8,10 | 6,10           |
| 6 zonas | -    | -    | 9,45 | 7,60           |